# Naubise
Naubise (Nepali नौबिसे) ist ein Dorf und ein Village Development Committee (VDC) in Nepal im äußersten Südosten des Distrikts Dhading.
Das VDC Naubise erstreckt sich über einen Höhenrücken 15 km westlich der Hauptstadt Kathmandu. Die Fernstraße Tribhuvan Rajmarg verläuft durch Naubise.

## Einwohner
Bei der Volkszählung 2011 hatte das VDC Naubise 14.553 Einwohner (davon 7203 männlich) in 3184 Haushalten.

## Dörfer und Weiler
Naubise besteht aus mehreren Dörfern und Weilern. 
Die wichtigsten sind:
- Dharke (790 m ⊙)
- Khanikhola (1015 m ⊙)
- Naubise (945 m ⊙)